# Timo Antila
Pour les articles homonymes, voir Antila.
Timo Antila, né le 20 septembre 1980 à Jurva, est un biathlète finlandais.

## Biographie

### Carrière sportive
De 1998 à 2000, Antila participe aux Championnats du monde junior, sans remporter de médaille. Sa première saison sur le circuit sénior a lieu en 2000-2001 dans la Coupe du monde, inscrivant quelques points cet hiver.
Aux Jeux olympiques d'hiver de 2002, son meilleur résultat individuel est une 19e place sur le sprint.
En 2004, il signe son meilleur résultat individuel dans la Coupe du monde à Ruhpolding avec une quatorzième place sur le sprint.

### Famille
Fils du biathlète Erkki Antila, Timo Antila s'est marié avec la fondeuse Kirsi Välimaa.
Sa belle sœur Shiho Nakashima est snowboardeuse.

## Palmarès

### Jeux olympiques
| Épreuve / Édition   | Individuelle | Sprint | Poursuite | Départ en ligne                  | Relais |
| Salt Lake City 2002 | 41e          | 19e    | 32e       | Épreuve inexistante à cette date | 12e    |
| Vancouver 2010      | 56e          | 40e    | 52e       |                                  |        |

Légende : : Épreuve non disputée

### Championnats du monde
| Épreuve / Édition                | Individuelle                     | Sprint                           | Poursuite                        | Départ en masse                  | Relais                           | Relais mixte                     |
| Mondiaux 2001 Pokljuka           | -                                | 36e                              | 43e                              | -                                | 5e                               | Épreuve inexistante à cette date |
| Mondiaux 2003 Khanty-Mansiïsk    | 77e                              | 69e                              | -                                | -                                | 11e                              | Épreuve inexistante à cette date |
| Mondiaux 2004 Oberhof            | 36e                              | 64e                              | -                                | -                                | 16e                              | Épreuve inexistante à cette date |
| Mondiaux 2005 Hochfilzen         | 36e                              | 71e                              | -                                | -                                | 12e                              | Épreuve inexistante à cette date |
| Mondiaux 2006 Pokljuka           | Épreuve inexistante à cette date | Épreuve inexistante à cette date | Épreuve inexistante à cette date | Épreuve inexistante à cette date | Épreuve inexistante à cette date | 19e                              |
| Mondiaux 2007 Antholz-Anterselva | 64e                              | 51e                              | 48e                              | -                                | -                                | 16e                              |
| Mondiaux 2008 Östersund          | 48e                              | 31e                              | 41e                              | -                                | 14e                              | 10e                              |
| Mondiaux 2009 Pyeongchang        | 54e                              | 54e                              | 51e                              | -                                | 22e                              | 9e                               |
| Mondiaux 2011 Khanty-Mansiïsk    | 45e                              | 39e                              | 43e                              | -                                | 19e                              | 6e                               |
| Mondiaux 2012 Ruhpolding         | 80e                              | 82e                              | -                                | -                                | 20e                              | 16e                              |

Légende :

 : épreuve inexistante

- : n'a pas participé à l'épreuve

### Coupe du monde
- Meilleur classement général : 50e en 2004.
- Meilleur résultat individuel : 14e.

#### Différents classements en Coupe du monde
| Année     | Classement général final | Sprint | Poursuite | Individuelle | Mass start |
| 2000-2001 | 77e                      | -      | -         | 56e          | -          |
| 2001-2002 | 58e                      | 49e    | 72e       | 47e          | -          |
| 2002-2003 | 57e                      | 50e    | 51e       | -            | -          |
| 2003-2004 | 50e                      | 46e    | 58e       | 36e          | -          |
| 2004-2005 | 76e                      | 67e    | 67e       | -            | -          |
| 2005-2006 | 90e                      | 75e    | -         | -            | -          |
| 2006-2007 | 75e                      | -      | -         | 46e          | -          |
| 2007-2008 | 59e                      | 44e    | 67e       | -            | -          |
| 2009-2010 | 86e                      | 78e    | -         | 79e          | -          |
| 2010-2011 | 77e                      | 66e    | -         | 66e          | -          |
| 2011-2012 | 104e                     | -      | 93e       | -            | -          |